# Liste des seigneurs et princes de Piémont
Dès le XIe siècle, les comtes de Savoie mettent la main sur le Piémont, mais c'est seulement au XIIIe siècle que Thomas Ier (1178 † 1233) s'intitule seigneur de Piémont.

## Seigneurs de Piémont
- 1148 - 1189 : Humbert III
- ????-1233 : Thomas Ier (v. 1177-1233), seigneur de Piémont et comte de Savoie
- 1233-1259 : Thomas II (1199-1259), fils du précédent
- 1259-1282 : Thomas III (1248-1282), fils du précédent
- 1282-1334 : Philippe Ier de Savoie-Achaïe (1278-1334), seigneur de Piémont, prince d'Achaïe de 1301 à 1307, fils du précédent
- 1334-1367 : Jacques de Savoie-Achaïe (1315-1367), fils du précédent
- 1368-1368 : Philippe II de Savoie-Achaïe (1340-1368), fils du précédent
- 1368-1402 : Amédée de Savoie-Achaïe (1363-1402), frère du précédent
- 1402-1418 : Louis de Savoie-Achaïe (1364-1418), frère du précédent

## Princes de Piémont
- 1418-1424 : Amédée VIII le Pacifique (1383-1451), comte puis duc de Savoie, beau-frère du précédent.
- 1424-1431 : Amédée de Savoie (v. 1412 - v. 1431), son fils, titré en 1424[1].
- 1434-1452 : Louis Ier (1402-1465), frère du précédent[1].
- 1452-1472 : Amédée IX le Bienheureux (1435-1472), fils du précédent[1].
- 1472-1482 : Philibert Ier le Chasseur (1465-1482), fils du précédent
- 1482-1490 : Charles Ier le Guerrier (1468-1490), frère du précédent
- 1490-1496 : Charles II alias Charles-Jean-Amédée (1489-1496), fils du précédent
- 1496-1497 : Philippe II sans Terre (1438-1497), grand-oncle du précédent, fils de Louis Ier
- 1497-1504 : Philibert II le Beau (1480-1504), fils du précédent
- 1504-1553 : Charles III alias Charles II (1486-1553), frère du précédent
- 1553-1580 : Emmanuel-Philibert Tête de Fer (1528-1580), fils du précédent
- 1580-1630 : Charles-Emmanuel Ier le Grand (1562-1630), fils du précédent
- 1630-1637 : Victor-Amédée Ier (1587-1637), fils du précédent
- 1637-1638 : François-Hyacinthe (1627-1638), fils du précédent
- 1638-1675 : Charles-Emmanuel II (1634-1675), frère du précédent
- 1675-1730 : Victor-Amédée II (1666-1732), fils du précédent,
roi de Sicile (1713-1718), titre « échangé » contre celui de roi de Sardaigne.
- 1730-1773 : Charles-Emmanuel III (1701-1773), fils du précédent
- 1773-1796 : Victor-Amédée III (1726-1796), fils du précédent
- 1796-1802 : Charles-Emmanuel IV (1751-1819), abdique en 1802, fils du précédent
- 1802-1821 : Victor-Emmanuel Ier (1759-1824), abdique en 1821, frère du précédent
- 1824-1831 : Charles-Félix (1765-1831), frère des précédents
- 1831-1849 : Charles-Albert (1798-1849), cousin éloigné des précédents
- 1849-1861 : Victor-Emmanuel II (1820-1878), fils du précédent, roi d'Italie en 1861
- 1878-1900 : Humbert Ier (1844-1900), fils du précédent
- 1900-1946 : Victor-Emmanuel III (1869-1947), fils du précédent
- 1946-1946 : Humbert II (1904-1983), fils du précédent

## Titre du prince héritier
Même devenus rois d'Italie, les chefs souverains de la maison de Savoie ont tous conservé le titre de prince de Piémont dans leur titulature. Mais, par ailleurs, une tradition s'est instaurée depuis que le futur duc Louis Ier de Savoie a assuré la régence des États de Savoie sous le titre de prince de Piémont : celle de titrer systématiquement prince de Piémont le prince héritier de la maison de Savoie. Après 1861, le titre du prince héritier est alternativement (une génération sur deux) prince de Piémont et prince de Naples afin de marquer la pleine souveraineté de la Maison de Savoie sur l'ensemble de la péninsule Italienne. L'héritier de l'héritier pouvait recevoir celui des deux titres qui était vacant et le conservait lorsqu'il devenait lui-même héritier.
Princes héritiers du royaume d'Italie :
- le prince Humbert, futur roi Humbert Ier, fut prince de Piémont à l'avènement de son père ;
- le prince Victor-Emmanuel, futur roi Victor-Emmanuel III, fut prince de Naples dès sa naissance ;
- le prince Humbert, futur roi Humbert II, fut prince de Piémont dès sa naissance
- le prince Victor-Emmanuel de Savoie (1937-2024), fils du précédent, fut prince de Naples dès sa naissance, avant de devenir prétendant au trône en 1983, à la mort de son père, le roi Humbert II.

Depuis 1946 (instauration de la république), la situation reste la même : le chef de la maison de Savoie mentionne toujours qu'il est prince de Piémont dans sa titulature de roi titulaire d'Italie, et l'alternance continue pour son héritier :
- le prince Emmanuel-Philibert de Savoie (né en 1972), fils du prince Victor-Emmanuel, titré prince de Venise à sa naissance par l'ex-roi Humbert II, son grand-père, puis prince de Piémont à une date indéterminée.

Le titre et la succession font l'objet d'une controverse entre la branche aînée de la maison de Savoie et la branche cadette de Savoie-Aoste. 
- le prince Umberto de Savoie-Aoste (né en 2009), fils d'Aimon de Savoie-Aoste (né en 1967), duc des Pouilles, est titré prince de Piémont à sa naissance par son grand-père, le prince Amédée de Savoie-Aoste (1943-2021), duc d'Aoste et prétendant au trône en concurrence avec son cousin, le prince Victor-Emmanuel.